# Scapozygocera ochreifrons
Scapozygocera ochreifrons är en skalbaggsart som beskrevs av Stefan von Breuning 1965. Scapozygocera ochreifrons ingår i släktet Scapozygocera och familjen långhorningar. Inga underarter finns listade i Catalogue of Life.